# Beaumont-les-Autels
Beaumont-les-Autels ist eine französische Gemeinde mit 430 Einwohnern (Stand: 1. Januar 2022) im Département Eure-et-Loir in der Region Centre-Val de Loire; sie gehört zum Arrondissement Nogent-le-Rotrou und zum Kanton Brou. Die Einwohner werden Authonniers genannt.

## Geographie
Beaumont-les-Autels liegt etwa 44 Kilometer südwestlich von Chartres in der Landschaft Perche. Hier entspringt die Ozanne. Umgeben wird Beaumont-les-Autels von den Nachbargemeinden Argenvilliers im Norden, Miermaigne im Osten, Moulhard im Südosten und Süden, Charbonnières im Süden, Authon-du-Perche im Südwesten, Bethonvilliers im Südwesten und Westen sowie Vichères im Westen und Nordwesten.
Durch den Süden der Gemeinde führt die Autoroute A11.

## Bevölkerungsentwicklung
| Jahr                       | 1962 | 1968 | 1975 | 1982 | 1990 | 1999 | 2006 | 2013 | 2020 |
| Einwohner                  | 604  | 563  | 553  | 508  | 452  | 451  | 498  | 435  | 386  |
| Quellen: Cassini und INSEE |      |      |      |      |      |      |      |      |      |

## Sehenswürdigkeiten
- Kirche Notre-Dame aus dem 16. Jahrhundert
- Schloss aus dem Jahre 1550
- Herrenhaus Les Cailleaux, seit 2005 Monument historique

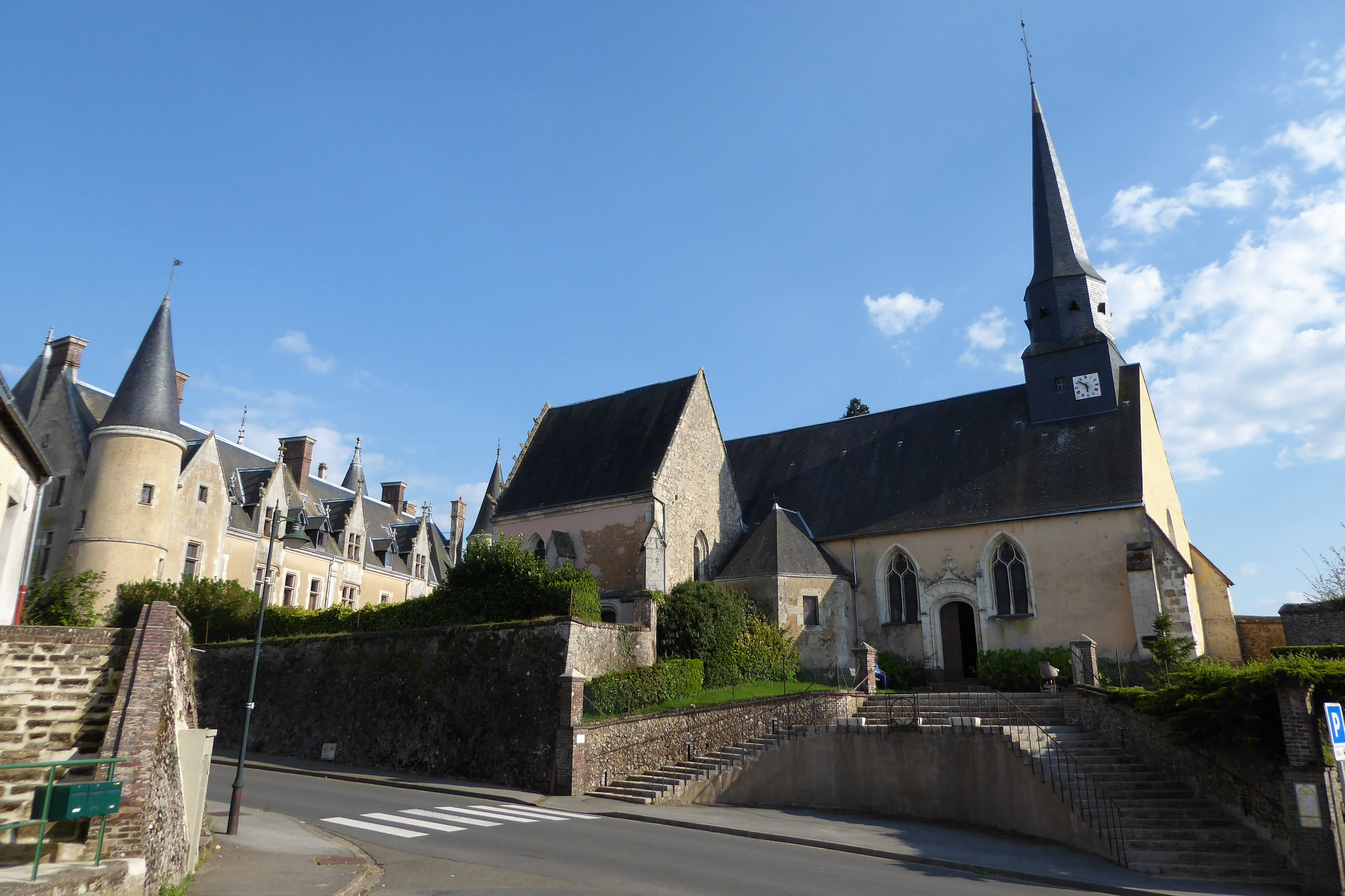
Kirche Notre-Dame
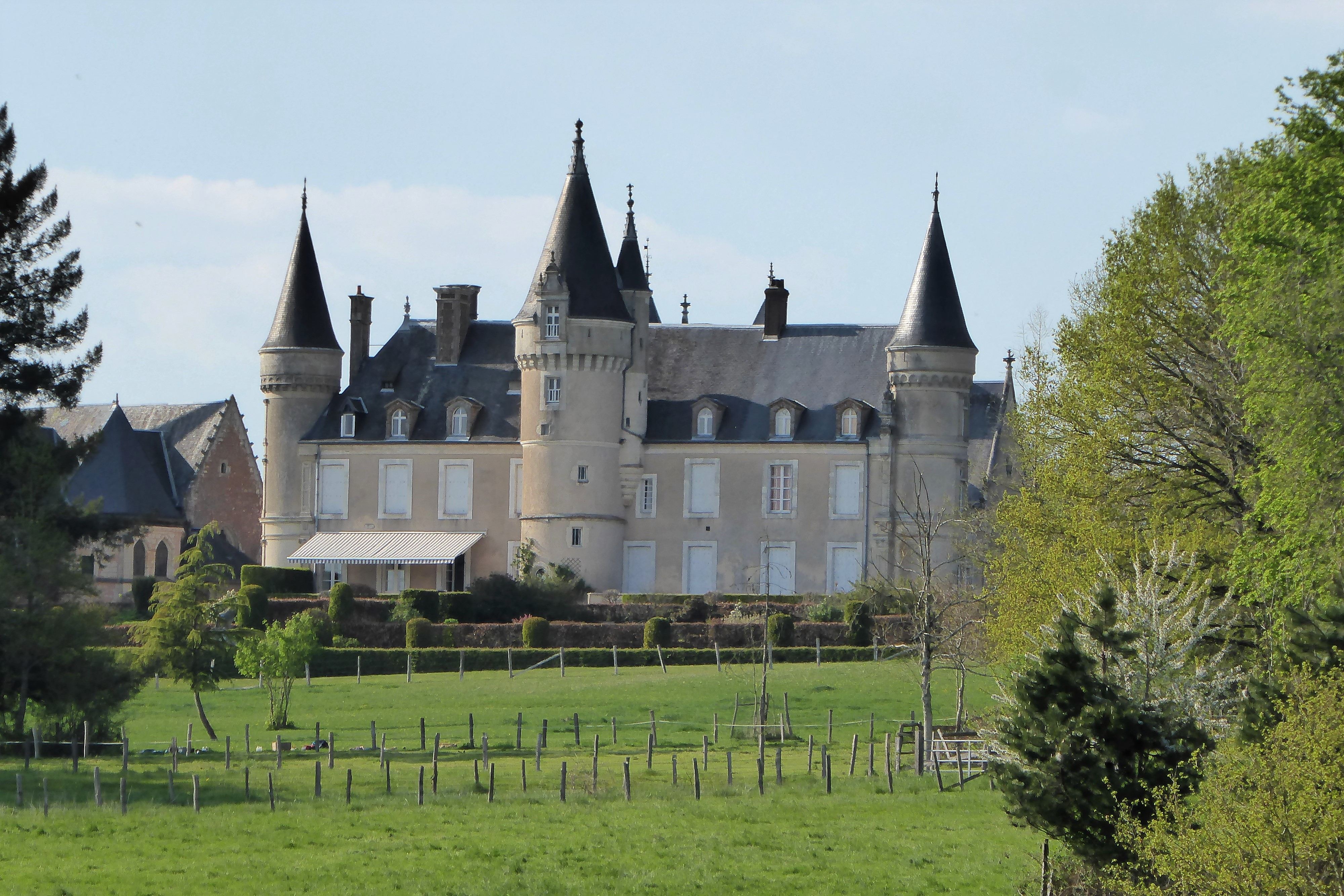
Schloss